# Ashantis
Pour les articles homonymes, voir Ashanti.
Les Ashantis sont une population d'Afrique de l'Ouest vivant au Ghana. Ils font partie du grand groupe des Akans et se subdivisent eux-mêmes en de nombreux sous-groupes.
Ils parlent le twi qui est une des langues akan appartenant au groupe des langues kwa.

## Ethnonymie
Selon les sources et le contexte, on rencontre différentes formes : Achanti, Achantis, Asante, Asanti, Ashantee, Ashante, Ashante Twi, 
Ashantis, Assanti, Tchi, Tschwi, Tshi, Twi.
Asante désigne le peuple aussi bien que la langue selon Johann Gottlieb Christaller. Pour Meyerowitz, ce sont « les gens de San ». Pour Braffi, ce sont les Asanties : les dispersés ou (villes) « éparpillés afin de conquérir des terres ». Cependant, il est le seul à émettre cette hypothèse. La version la plus admise, même par les Asantes, ce serait « le peuple rassemblé à cause de la guerre » traduction de osa nti fo.
Cette dernière théorie est également favorisée par les historiens car le terme Asante apparait tardivement et n'est connu des Européens de la Côte de l'Or qu'à la fin du XVIIe siècle, ce qui coïncide avec la formation de la confédération ashanti. Cela signifie alors que cette désignation ne représente pas un peuple, mais un groupement de peuples différents. Ce sont dès lors les circonstances historiques qui constituent le groupe ethnique Ashanti. 

Drapeau Ashanti

## Implantation géographique
La fédération ashanti se développe au XVIIe siècle. La capitale en est Kumasi. Au XIXe siècle, cette civilisation atteint son apogée et occupe près de 70 % du Ghana actuel. La communauté ashanti a été la plus grande de tous les États akan et la plus longue dans le temps. Noyau du clan Oyoko, Asantemanso demeure leur lieu d'origine.
L'ensemble du monde akan s'étend aussi en Côte d'Ivoire où il comprend les ethnies intérieures ou littorales, Appolos (Nzema), Anyi, Attié, Baoulé, Alladian, Adjoukrou, Tchaman (ou Ébrié), Abouré, Avikam, Laouien, Abbey (ou Abé, Abbe, Abbay), Abron, etc.

## Histoire

### Origine

#### Origine migratoire
La recherche historique des origines peut parfois être un tabou chez les Akans, ce qui rend les travaux complexes. La principale question est de déterminer à quelle vague migratoire appartiennent les Ashantis, tout en sachant qu'il s'agit d'un groupe ethnique formé par contexte historique au XVIIe siècle. Lors des fouilles archéologiques effectuées à Begho, Posnansky dévoile les liens commerciaux importants entre la cité, les Akans de la forêts (dont les Ashantis) et les Malinkés du Moyen Niger. Cependant, les différences culturelles entre Begho et les Akan restent importants. Les fouilles effectuées plus récemment sur des sites mentionnés par la tradition orale ashantie permettent de repousser l'hypothèse de la migration septentrionale dans le cas des Akans de la forêt.
Les datations au carbone 14 révèlent en effet que les habitants de ces sites se situent entre 1000 avant J.C. et aujourd'hui, démontrant que l'occupation de ces sites est bien plus ancienne. De plus, la présence de villes dans la forêt datant d'au moins le Xe siècle révèle une organisation et une structuration des populations. Cependant, rien ne permet de conclure en une continuité ethnique entre les Akans de la Forêt et les Ashantis.
Thomas Edward Bowdich rapporte la tradition orale sur les origines qui indique que les Ashantis proviendraient de l'une des dernières migrations Akan, provenant cette fois du sud côtier vers le nord forestier. Une carte des néerlandais, en 1629, dévoile le royaume Inta qui pourrait correspondre aux précurseurs des ashantis. Cependant leur identité est incertaine. Plus tard, Adu Boahen relie ce témoignage à la tradition des matriclans abusua qui indique que le Clan Oyoko serait le dernier à avoir migré et s'être établi à Kumasi et ses environs. Il semble possible de confirmer qu'à partir du milieu du XVIIe siècle, ce matriclan s'installe dans la région et parvient à s'imposer.
Les Ashanti sont alors des cités-États tributaires du royaume denkyira. Les Oyoko vont devenir dominants et s'imposer. Osei Tutu sera le premier roi à unifier ces groupes.

#### Asantemanso et le clan Oyoko
Selon la tradition orale, le berceau du clan Oyoko se situe à Asantemanso, où le clan aurait émergé de la terre. Asantemanso aurait été fondée par le clan Aduana et devient la capitale de l'État de Domaa. Prospère sous le règne des premiers Domaahene et au sein du territoire de Bono, elle accueille rapidement de nombreux migrants fuyant les conflits en cours au sein du royaume de Denkyira qui émerge. Un premier clan Oyoko, guidé par Akyempon Tenten, fuit Kokofu et noue une alliance forte avec le Domaahene qui leur octroie un quartier, Nampansa.
À la suite de cela, une seconde vague de migrants Oyoko rejoint Asantemanso depuis Juaben et Nsuta. Cette augmentation démographique déclenche, vers 1650, une guerre civile qui oppose les trois clans Oyoko aux Domaa et Aduana et provoque la destruction d'Asantemanso. La tradition orale ashanti tend à occulter cette guerre afin de favoriser le mythe fondateur qui entoure Osei Tutu Ier et Okomfo Anokye. En effet, ce conflit est perçu comme un échec, provoquant un nouvel exil du clan Oyoko. Cette dispersion des trois clans Oyoko démultiplie les implantations de celui-ci dans la région de Kumasi, faisant d'Asantemanso le berceau des Ashantis.
Les fouilles archéologiques réalisées en 1986 sur le site traditionnel d'Asantemanso dévoilent quant à elles une occupation remontant à plusieurs siècles avant J.-C. et l'existence d'une communauté importante pouvant appartenir à la culture Guan. Cette hypothèse remet en question l'histoire du peuplement de la région et les relations entre les Guan et les premiers Akan.

### Empire Ashanti
Kumasi (Kwaaman) et sa périphérie est composée, dès le début du XVIe siècle de chefferies ou micro-États. À l'arrivée du clan Oyoko, ni Kwaaman, ni Kumasi n'existent en tant qu'entité unifiée . Par jeu d'alliance, ils réunifient les trois micro-États de Tafo, Kaase et Amakum.

Le drapeau national d'Ashanti est le drapeau national de la nation du royaume Ashanti, adopté par l'empereur Asantehene Prempeh II en 1935, et est basé sur le trône de monarchie absolue Ashanti le Tabouret d'or, qui a été le  symbole de l'unité et de sunsum (âme) depuis 1701 le début du XVIIIe siècle.

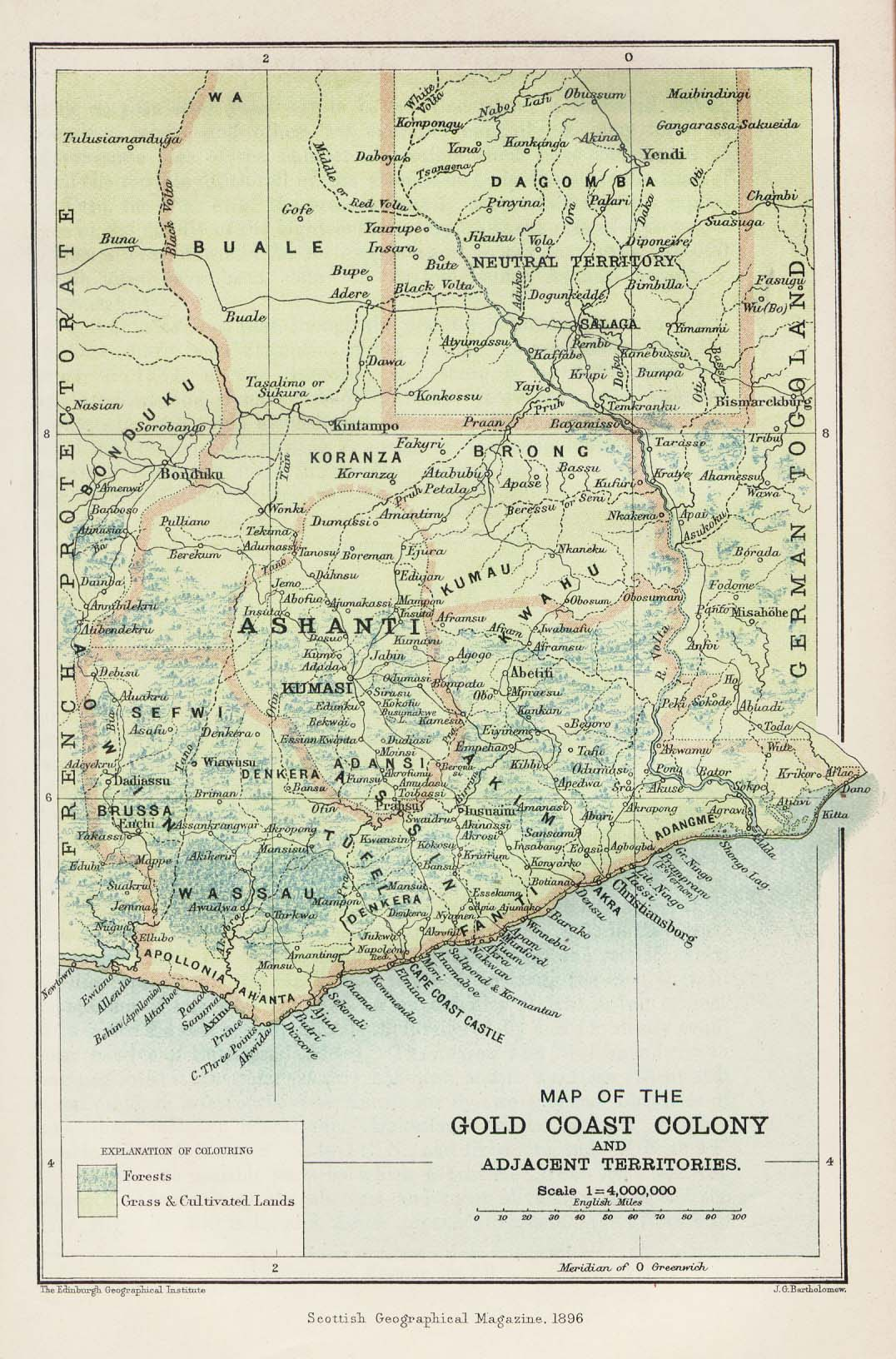
Empire Asante au Ghana

Le drapeau national d'Ashanti contient une bande horizontale d'or symbolisant la richesse minérale de sol d'or et la richesse de barre d'or d'Ashanti et une bande horizontale verte représentant l'écozone riche de forêt tropicale de nation d'Ashanti ; deux bandes horizontales blanc mince et une bande horizontale noire surmontée du Tabouret d'Or (ou Ashanti : Sika' dwa) le symbole d'unité du peuple Ashanti qui a été le symbole national de l'unité de la nation du royaume Ashanti désigné depuis 1701 dans le présent Le XXIe siècle représentant le peuple Ashanti s'appuyant sur la tradition Ashanti d'un tabouret indiquant la direction du clan, le Tabouret d'Or est devenu le symbole du peuple Ashanti uni et légitimé la règle de son possesseur. Pour défendre le tabouret d'or en 1900, le peuple Ashanti a combattu les Anglais (britanniques) sous les ordres de Yaa Asantewaa afin de protéger le trône et le Palais Manhyia.
- 1620 : les Ashanti sont les vassaux du puissant royaume Denkyira, l'un des deux royaumes avec les Adansi à se partager la forêt alors que les Akwamu sont vers les mines d'or de Birin ainsi que la région d'Accra.
- Osei Tutu (1695–1712 ou 1717) est le premier roi qui unifie les Ashanti. Dans ses jeunes années, alors qu'il n'était encore que prince, il a été envoyé à la cour de son suzerain Boa du royaume denkyria. C'est là qu'il fera connaissance d'Okomfo qui deviendra son conseil et en quelque sorte son ministre de l'Intérieur. Ils vont mettre en place l'unité du royaume autour du trône en or du roi descendu, d'après le mythe fondateur, du ciel et offert par les dieux comme alliance divine avec le roi. Osei va vaincre le royaume denkyira et celui d'Akyem tout en leur laissant une grande autonomie (les institutions d'origines étaient intactes).
- Opoku Waré (1731–1742) étend sa souveraineté sur les royaumes de Gonja, Bono, Akyem et Akwapim.
- 1740 : le royaume de Bono a été un des principaux producteurs d'or. Il s'effondre avec son dernier roi Ameyaou Kwakié en 1740, vaincu par les Ashanti. À la fin du XVIIIe siècle, la fédération ashanti (et sa capitale Kumasi) règne sur une grande partie du monde akan.
- Osei Kodjo (1752–1781) continue l'extension de l'empire sur les royaumes de Banda, tout en continuant à appliquer un système de fédération.
- Osei Kwamina (1781–1797) dut abdiquer car il ne se consacrait pas assez à la gouvernance de son royaume devenu un axe important pour les forts européens de la côte. On comprend alors l'importance que va prendre l'aire continentale des Ashantis[1].

#### La guerre contre les Denkyira
Les Hollandais favorisèrent les Denkyira en leur fournissant des armes (y compris des canons, ce qui était très rare de la part des Européens). Malgré cette aide, les Ashanti réussirent à vaincre les Denkyira en 1701 lors de la bataille de Feyiase. Automatiquement, les Hollandais changèrent de camp en dépêchant un ambassadeur Van Nyendael avec des cadeaux afin de les assurer de leur considération. Mais les Hollandais n'arrivaient pas à fournir des biens dont les Ashanti étaient demandeurs, des armes et de la poudre. Leurs tactiques restaient donc assez affaiblies.

#### La guerre contre les Fanti
Les Fanti avaient commencé à soumettre la côte devenant des intermédiaires très intéressés entre les Ashanti et les puissances coloniales. Les Ashanti devenaient une menace pour les Européens car ils avaient pu réunir le nord en une puissante fédération. Rappelons que les Ashanti contrôlaient les échanges entre les territoires où l'on trouvait de l'or et l'Empire songhaï. Les Ashanti avaient donc un intérêt pour la conquête des côtes mais ils se heurtèrent aux Fanti pendant près d'un siècle.
Les Anglais, les Suédois, les Danois et les Hollandais souhaitaient la paix entre les peuples de la côte et ceux de l'intérieur (Ashanti) pour pouvoir commercer tranquillement. Ainsi les Ashanti qui avaient les faveurs des Hollandais (Compagnie des Indes Occidentales) se livraient à des guerres contre les Fanti qui avaient des alliances avec les Anglais. Le 14 avril 1727, les Anglais subirent au fort de Sékondi les assauts des Ashanti. Mais en réalité, ils voulaient conserver la présence des Anglais pour faire jouer la concurrence. Les assauts étaient surtout des démonstrations de puissance.
La guerre était surtout menée contre les Fanti (dans lesquels on ajoute les Nzima) qui étaient les occupants de la côte. Les Ashanti menèrent pendant deux ans encore une guerre contre les Fanti, ce qui paralysa le commerce. Les Anglais avaient essayé de ramener la paix en donnant des présents. En août 1729, un accord semblait même trouvé. Mais un an plus tard, la guerre reprit de plus belle. Les Fanti ne pouvaient être utilisés en permanence comme médiateurs par les Anglais car il ne fallait pas trop leur donner d'importance et ne pas froisser les Ashanti.
Les Fanti, réunis en confédération, ont pu résister pendant un long moment contre l'expansion coloniale des Ashanti grâce à l'appui des Anglais et ont pu ainsi se maintenir sur la côte mais à un moment donné, les Européens se désintéressèrent de la côte et c'est à ce moment que les Ashanti s'en emparèrent d'une partie en 1806. Mais la traite négrière transocéanique commença à connaître un déclin pour être remplacée par le commerce de l'huile de palme.

### Annexion britannique
En juin 1807, le roi Osei Bonsu attaque le fort britannique d’Anomabu pour s’assurer un débouché sur le golfe de Guinée. Les Ashanti razzient les tribus du sud du Ghana actuel (1807, 1811 et 1814).
Le 7 septembre 1817, un traité d’amitié est signé entre le royaume Ashanti et le Royaume-Uni, représenté par Thomas Edward Bowdich. La capitale ashanti, Kumasi, aurait compté 15 000 habitants en 1817, 20 000 en 1820, 30 000 en 1839. Un réseau routier rayonne à partir de la capitale vers les provinces. La route du sud relie Kumasi aux comptoirs européens de la côte (Elmina, Assinie, Axim, Cape Coast), celle du nord rejoint les grandes cités marchandes du Soudan central (Tombouctou, Djenné, Kano, Katsina…).
- 1831 : George Maclean signe un traité avec les Ashanti qui renoncent à tous les territoires de la côte[25]. Cela marque le début de la colonisation britannique de la Gold Coast. Très tôt, l'organisation militaire des Ashanti, leur richesse et leur expansionnisme colonial suscitèrent l'admiration des Anglais qui leur attribuèrent une supposée supériorité ethnique. Dans l'inconscient collectif des Européens, une confusion s'installa. Les Ashanti devinrent l'unique ethnie de la Côte de l'Or et, aujourd'hui, du Ghana.

## Société

### Organisation clanique
Dans la société ashantis, le lignage clanique est encore aujourd'hui un principe fondamental de l'organisation sociale. Chaque ashantis appartient à un abusua (clan) matrillinéaire exogame dont la particularité est de descendre d'une ancêtre commune. La connaissance généalogique est importante chez les Ashantis et la profondeur de cette généalogie remonte de dix à douze générations en moyenne. Dans le cas des détenteurs de hautes fonctions traditionnelles, cette profondeur est plus importante. Le principe de l'abusua est apparu au XVIe siècle et supplante une organisation clanique patrilinéaire.
Le lignage possède à sa tête un chef mâle (abusua-panin) et un chef femelle (obaa-panin) qui sont appuyés par les anciens (abusua-paninfo) pour gérer les affaires et conflits du clan. Ils ont également la responsabilité de gérer un territoire foncier appartenant au clan ainsi que l'exécution des rituels relatifs au culte des anciens. Il s'agit donc de fonctions juridiques, économiques, politiques et religieuses..
Le clan Oyoko que l'on associe au lignage royal de l'Empire ashanti possède le siège de Kumasi. Cependant, ce siège n'est occupé que par les descendants d'un seul lignage au sein du clan, celui ayant pour ancêtre commun Maanu, la mère d'Osei Tutu Ier. L'appartenance au clan Oyoko ne détermine donc pas un droit de succession au trône royal Ashanti.

### Gouvernement

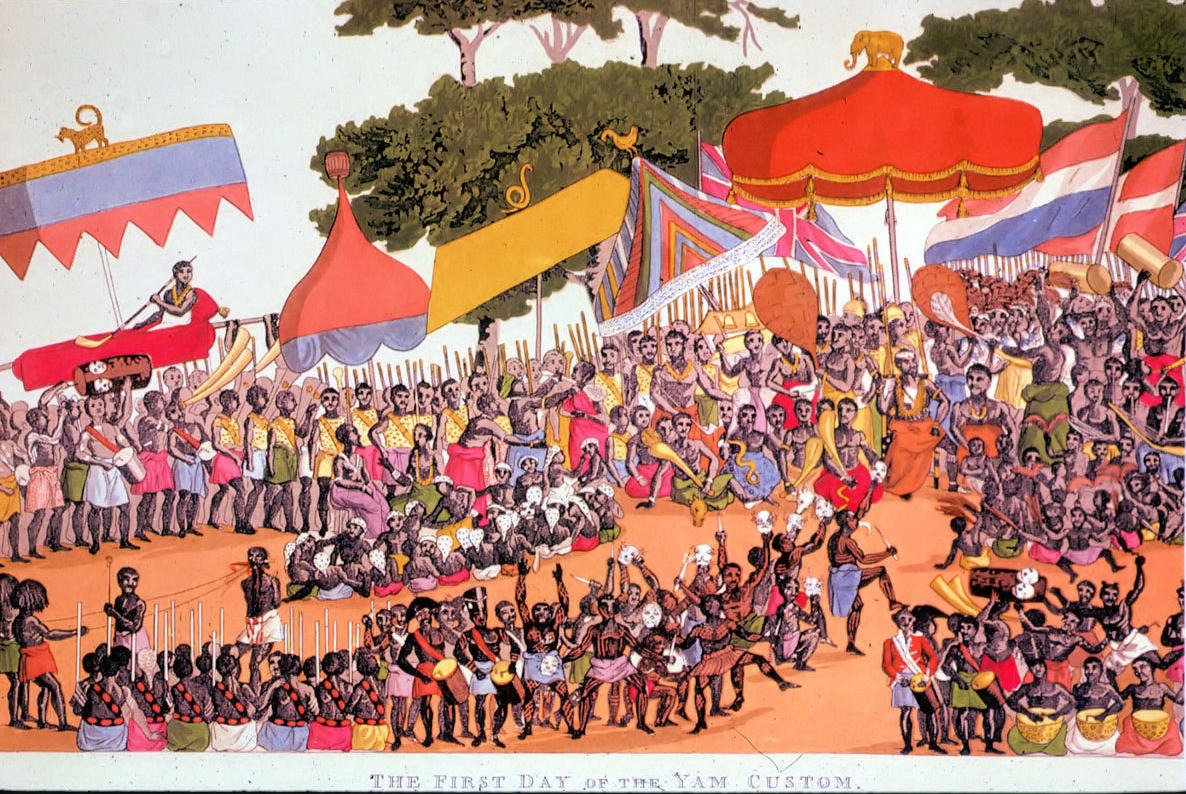
Cérémonie de la cour des Asantes en 1817

Les Ashanti sont régis traditionnellement par un roi appelé Asantehene. Les chefs des peuples vassalisés continuent à s'occuper de la politique locale tandis que l'Asantehene s'occupe de la politique extérieure. Tous ces chefs sont au même niveau que les chefs ashanti. Un impôt annuel est levé pour payer l'armée qui maintient l'unité. Dès qu'un chef local tente de se rebeller, l'armée intervient. Comme généralement dans la communauté akan, la transmission du pouvoir royal est matrilinéaire, un fils de roi ne peut prétendre à la royauté et les luttes pour les successions, parfois sanglantes, ont poussé à l'exil des vagues ashanti essentiellement vers l'actuelle Côte d'Ivoire. La reine-mère est un personnage de grande importance. Chaque Asantehene possède son tabouret royal, précieusement conservé après son décès et vénéré, ainsi qu'un tambour. Le tabouret royal fondateur est représenté sur le drapeau ashanti. Le sabre et le parasol sont les deux autres symboles royaux.
Le roi actuel est Otumfuo Nana Osei Tutu II (depuis 1999).

## Culture et tradition
Les bâtiments traditionnels ashanti sont classés au Patrimoine mondial.
Les ashanti étaient reconnaissables physiquement par leur teint sombre, et ils ne pratiquaient pas la circoncision jusqu'à ce que celle-ci ne devienne un enjeu de séduction auprès des femmes Ashantis.
De nombreux peuples dans le monde ont hérité de la culture fante-ashanti, notamment la communauté noire en Amérique du Nord ou dans les Guyanes hollandaise et française. Il faut cependant veiller à ne pas attribuer aux seuls Ashanti toutes les cultures de l'aire ghanéenne, ainsi que le font de nombreux journalistes.

### La Côte-de-l'Or
Le sol ashanti étant riche en or, ce métal est la base principale de leur civilisation. De nombreux métiers en sont tributaires (orpailleurs, marchands et orfèvres). Bien avant l'arrivée des Européens, les Ashanti utilisaient la poudre d'or comme monnaie d'échange. Les poids à peser l'or qu'ils utilisaient sont célèbres. Moulés à la cire perdue, leurs différents motifs (crocodiles en croix ou à deux têtes, oiseau mythique sankofa, etc.) présentent de grandes qualités artistiques.
On conserve aussi de nombreuses statuettes animales ou végétales, des emblèmes et armes rehaussées d'or (épées d'apparat, dais, bâtons ou figurines en bois doré à la feuille) et des parures féminines (bracelets, bagues). D'autres objets en laiton comme des cuillères ou des coffrets à poudre d'or (Kuduo) témoignent du rôle culturel prépondérant que ce métal a joué et joue encore.

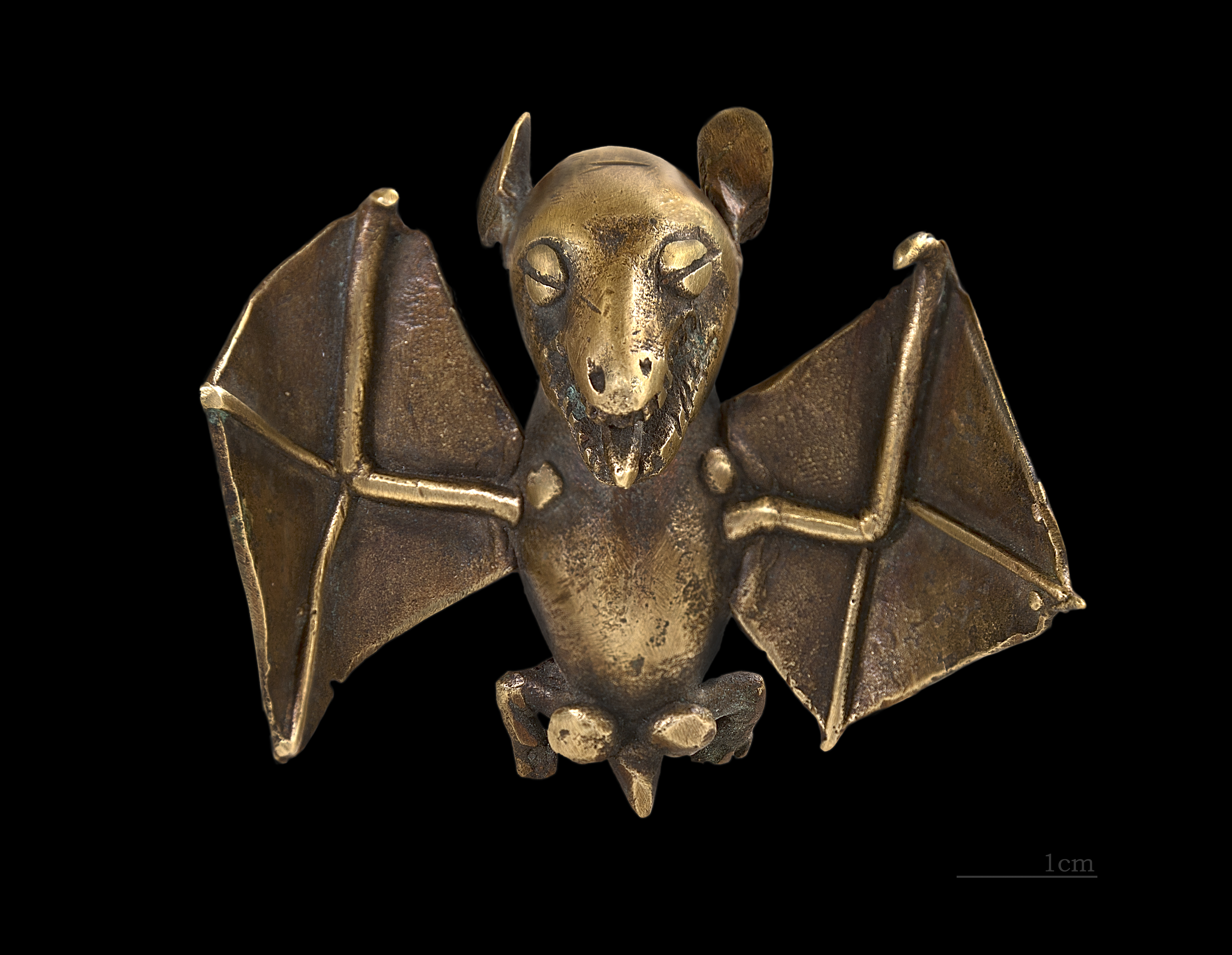
Poids en forme de chauve-souris MHNT
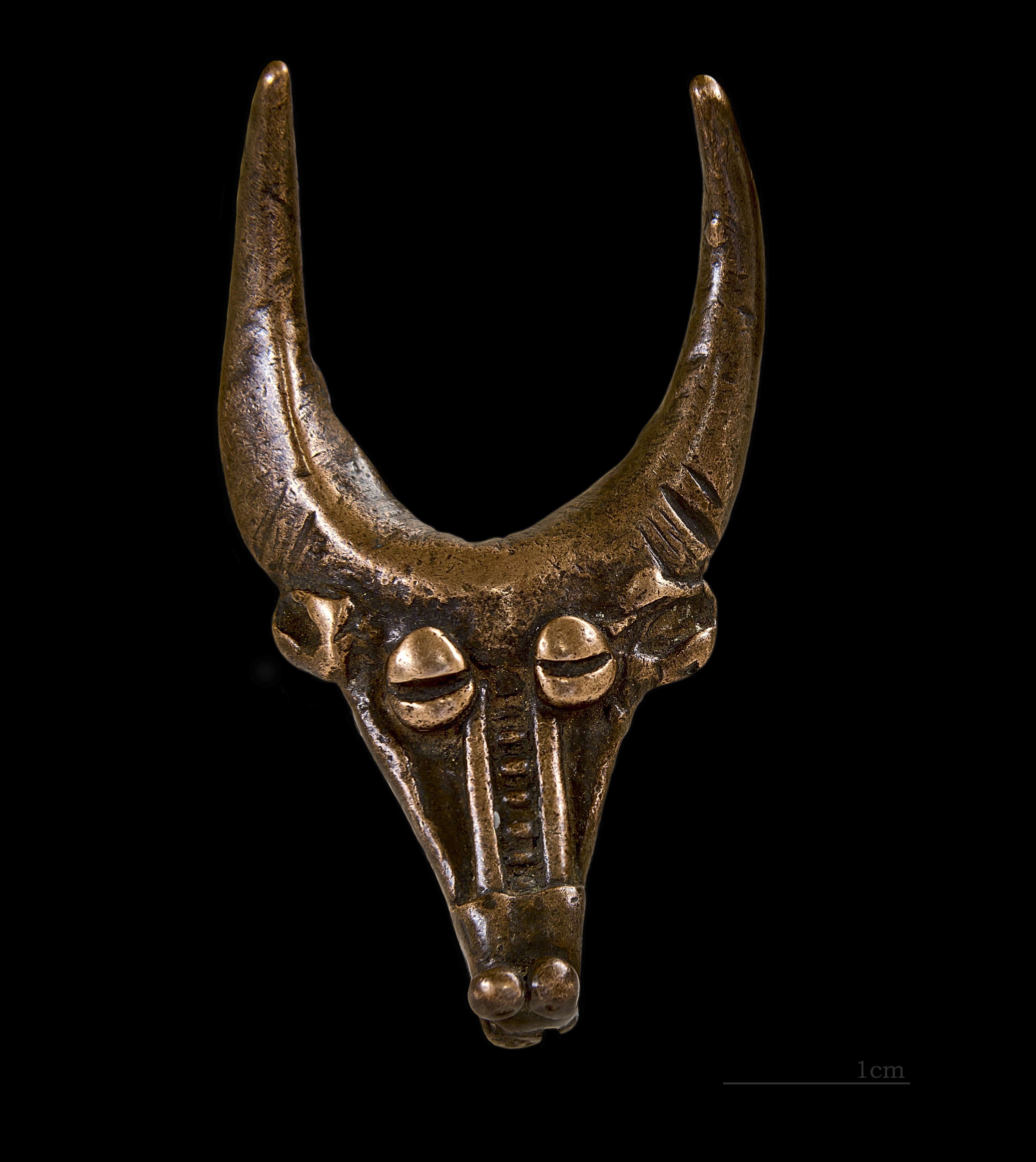
Poids en forme de tête de bovidé MHNT
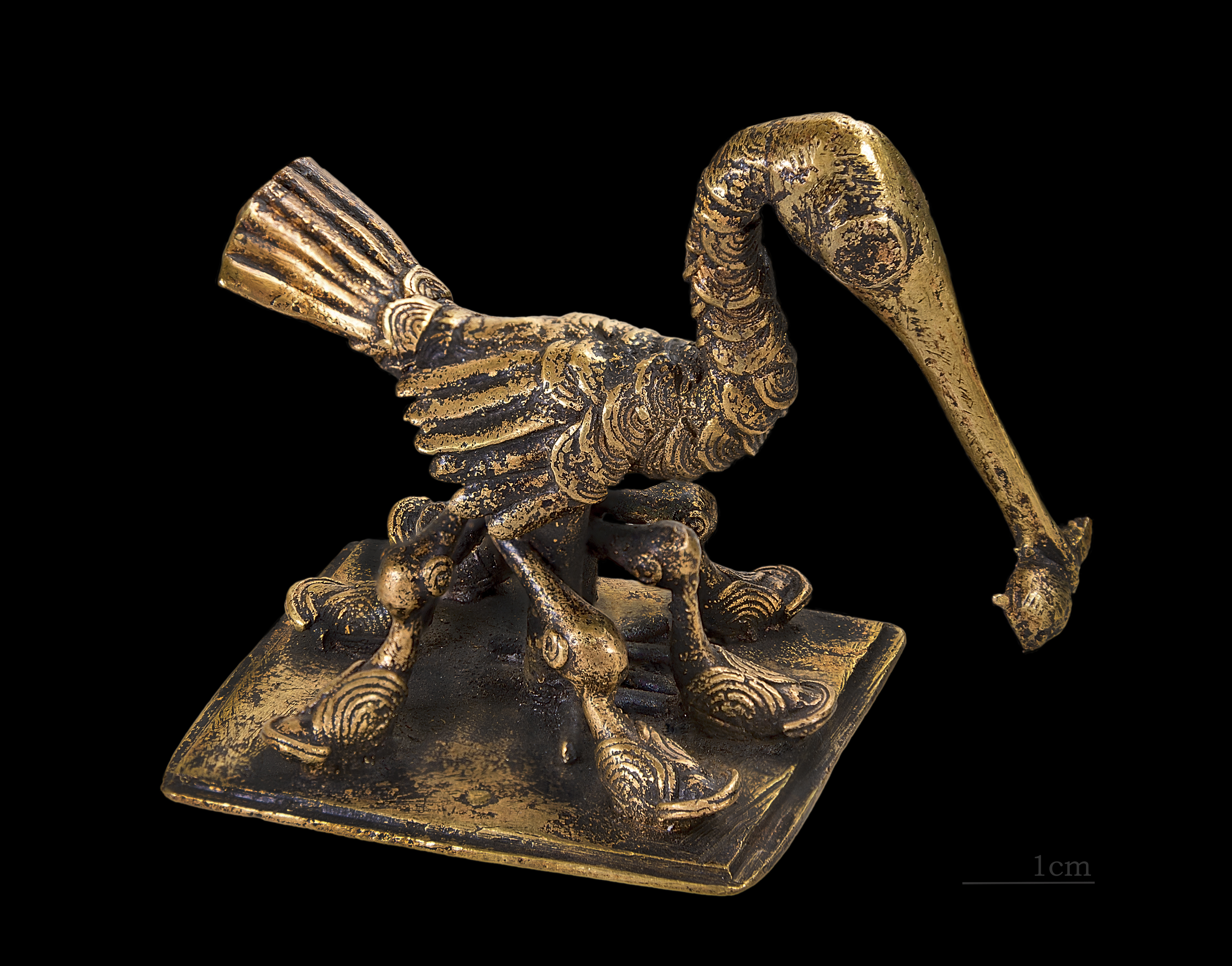
Poids en forme d'oiseau MHNT
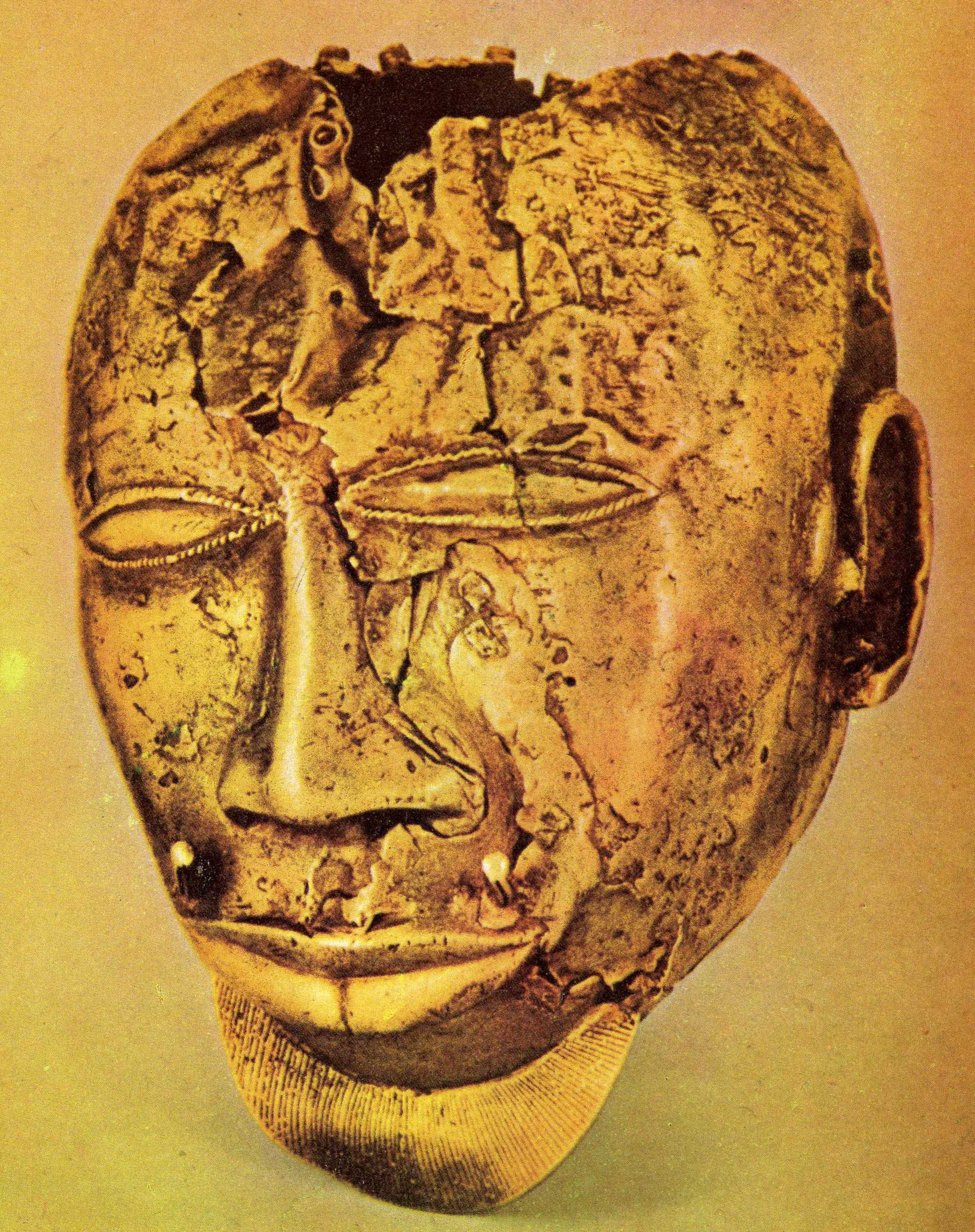
Masque en or ayant appartenu au roi Kofi Kolkalli

## Croyances

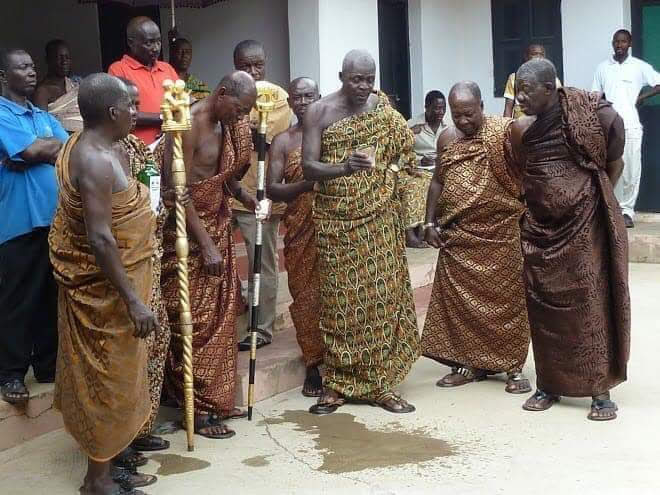
Libations à Kumasi.

Les prêtres ashanti sont presque divinisés et en permanence en connexion avec l'au-delà dont ils peuvent instantanément décrypter les messages divins.
Les ashantis croient en plusieurs formes d'esprits tutélaires. Ils considèrent qu'il existe 7 âmes, liées à chaque jour de la semaine, et utilisent une dénomination calendaire pour les enfants qui naissent. Ils croient en la réincarnation, le ntoro (âme) transmis par le père retourne à son abosom et le mogya (sang) transmis par la mère se transforme en saman (fantôme ou esprit ancestral) afin de rejoindre l'asamando (monde des ancêtres) en attente de sa résurrection. Un enfant peut donc incarner un ancêtre à l'identique, si son mogya et son ntoro qui le composent sont identiques. Cependant ses actes en font un individu différent qui altère son kra (essence ou âme) et son sunsum (lien divin).

### RiteNkyidwo
Ce rite commémore l'arrivée du clan aduana en territoire ashanti et est le seul explicitement lié à l'arrivée des abusua (matriclans). Mis en oeuvre par les aduana, certaines parties du rites sont considérées privées ou secrètes et se déroulent dans le bois sacré d'Asantemanso. Bien que secret, son déroulement est détaillé au travers d'un témoignage dans l'ouvrage de Gérard Pescheux :
Dans le bois sacré d'Asantemanso réside un suman, Asanteman Kwabena, à qui on offre chaque année des sacrifices lors du rite Nkyidwo. (...) Aux premières heures de l'aube, les chefs et les anciens se rendent dans la salle des sièges noirs et offrent des libations pour garantir le succès du rite. (...) Vers midi commence le trajet vers Asantemanso. (...) Le premier arrêt se produit près d'una rbre appelé Odumkeseease qui est considéré comme le gardien spirituel du suman d'Asantemanso. Après avoir reçu de l'arbre l'autorisation de pénétrer dans la forêt sacrée, la cohorte arrive à l'autel d'Asanteman Kwabena. Il offre des libations dans une petite cavité dans le sol où sept pots en terre se trouvent, représentant les septs clans ashanti. Il s'adresse à Nyame, Asase Ya, Asanteman Kwabena et aux esprits des ancêtres pour leur demander d'assurer la paix, la prospérité, la fécondité, etc. Il commence à égorger la vache [dont] le sang est récupéré dans une calebasse puis versé sur la nourriture contenue dans les sept pots.
Selon cette version, le rituel s'achève par une cohue autour de la carcasse de l'animal dans laquelle les chefs tentent d'obtenir les meilleurs morceaux de viande. Dans la version obtenue par Rattray, il n'y a pas de violence mais de très fortes conversations. 

### Discographie
- (en) Ashanti folk tales from Ghana : from the Hat-Shaking dance and other tales from the Gold Coast (voix, Harold Courlander), Smithsonian Folkways recordings, Washington, D.C., 1959